# Geoff Crossley
Geoffrey Crossley va ser un pilot de curses automobilístiques anglès que va néixer l'11 de maig del 1921 a Baslow, Derbyshire. Va morir el 7 de gener del 2002.

## A la F1
Va participar en la temporada 1950 del campionat del món de Fórmula 1, on va participar en dues curses, debutant el 13 de maig del 1950 a la primera cursa de la història de la F1, el GP de la Gran Bretanya.
Crossley no va sumar cap punt pel campionat, però va participar en diverses curses no puntuables pel campionat de la F1.

## Resultats a la F1
- Curses: 2
- Victòries: 0
- Pòdiums: 0
- Poles: 0
- Voltes ràpides: 0
- Punts: 0

| Any  | Equip | Xassís   | Motor           | 1       | 2   | 3   | 4   | 5   | 6     | 7   | 8 | 9 | Equip   | Posició | Punts |
| ---- | ----- | -------- | --------------- | ------- | --- | --- | --- | --- | ----- | --- | - | - | ------- | ------- | ----- |
| 1950 | Alta  | Alta GP2 | Alta Straight-4 | GBR Ret | MON | 500 | SUI | FRA | BEL 9 | ITA |   |   | Ferrari |         | 0     |